# Nonnetje (weekdier)
Het nonnetje (Limecola balthica) is een in zee levend tweekleppig weekdier.

## Naam en indeling
De wetenschappelijke naam van de soort werd voor het eerst voorgesteld door Carl Linnaeus in 1758. Oorspronkelijk werd de wetenschappelijke naam Macoma balthica gebruikt.

## Beschrijving

### Kenmerken
Brede, eivormige schelp met toegespitste achterzijde. Het schelpoppervlak is glad, zonder sculptuur. De kleur is variabel, de concentrisch gestreepte schelpen zijn bleekwit, geel, oranje of roze gekleurd. De top is vaak wat donkerder. Op het strand gevonden schelpen kunnen blauw of bruin verkleurd zijn. De schelp heeft een lengte tot 30 millimeter en kan tot 25 mm hoog worden.
LImecola balthica var. nivea

Rechter en linker klep van hetzelfde exemplaar:

Rechter klep
Linker klep

### Levensduur
Nonnetjes kunnen tot ongeveer zeven jaar oud worden.

### Habitat
De schelp leeft ingegraven in slik- en zandplaten van hoog in de getijdenzone tot circa 20 meter waterdiepte. Hoewel dit een mariene soort is verdragen de dieren zeer sterke verlaging van het zoutgehalte (brak water). In de voormalige Zuiderzee leefde de soort nog bij ca. 2‰ totaal zoutgehalte.

### Areaal
Het nonnetje is een van de meest voorkomende schelpen op Nederlandse en Vlaamse stranden. Op strandjes langs dijken van het IJsselmeer spoelen nog steeds schelpen aan van dieren die in de voormalige Zuiderzee geleefd hebben. De grootte van die exemplaren blijft altijd kleiner dan die van thans levende dieren in de Waddenzee.

## Oorsprong
Het nonnetje behoort met een aantal andere mollusken tot een groep van soorten die een oorsprong in de Grote Oceaan heeft. Er wordt aangenomen dat deze soorten vanaf het vroeg Plioceen via de Beringstraat naar de Atlantische Oceaan
zijn gemigreerd. Het nonnetje behoort tot de laatst gearriveerde soorten (de ruwe alikruik arriveert nog later). Tot deze groep behoren verder ook de strandgaper en de uitgestorven soort Acila cobboldiae.

## Fossiel voorkomen
In het Noordzee gebied is het nonnetje aanwezig vanaf het laat Tiglien en is daarna in mariene afzettingen van alle interglacialen een algemene verschijning Het oudste voorkomen in de Noordzee is in Engeland aanwezig in de Weybourne Crag nabij Sidestrand (East Anglia), waar de soort samen voorkomt met Viviparus glacialis. Van deze laatste soort is dit het jongst bekende voorkomen. In Nederland is het oudste voorkomen van het nonnetje bekend uit een pulsboring bij Zuurland (Brielle). Hier werd een vergelijkbaar gezelschap als in Sidestrand aangetroffen waarvan onder andere het laatste optreden van Viviparus glacialis bekend is.

## Naam
De naam "nonnetje" zou teruggaan op het vissersleven. Vissers hadden de gewoonte om tijdens hun lange tocht schelpen te eten die ze vingen. Nonnetjes hebben echter een sterke sluitspier, waardoor de schelpen met de tong niet open te krijgen waren. Vandaar de verwijzing naar kuise nonnetjes.

## Afbeeldingen

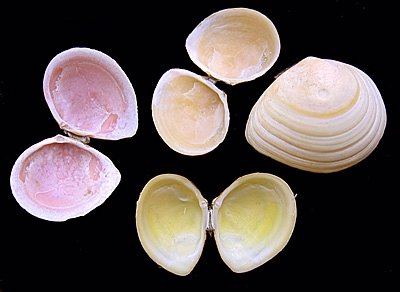
Nonnetje (Limecola balthica)
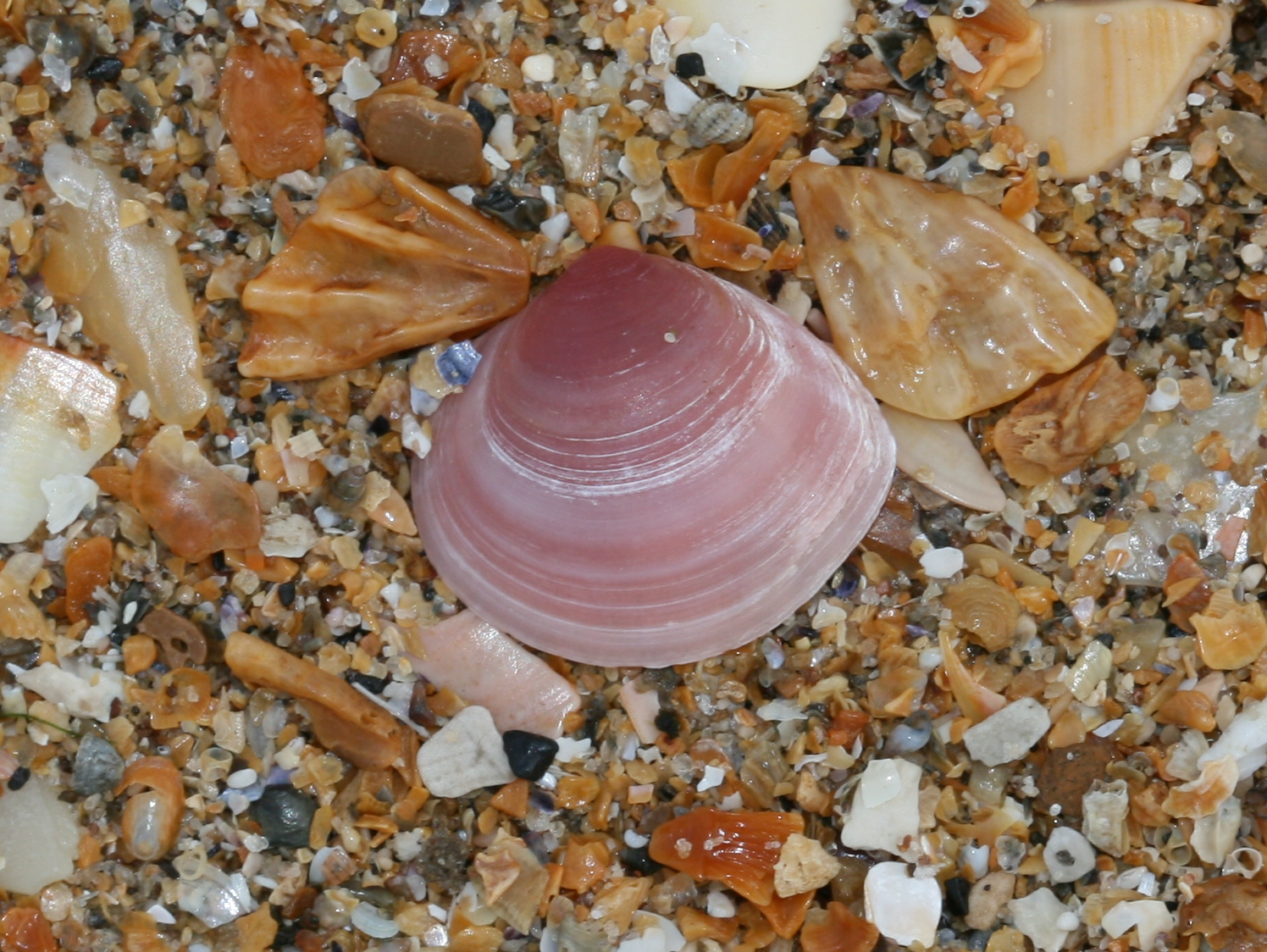

- Nonnetje
(Limecola balthica)